# طنج (حيوان)
الطَّنْج أو الدُّعفُوص أو الغَلَغُو يُطلق عليها أيضًا أطفال الأدغال، أو النَّجَبيّ (والتي تعني «قرود ليلية صغيرة» باللغة الأفريقانية)، هو حيوان صغير، ليلي من رتبة الرئيسيات وحيوان أصلي من قارة أفريقيا، فهو مكون فصيلة الدُّعفوصيات أو الطَّنْجِيَّات. وهي تُصنف أحيانًا فُصيلةً في فَصيلة اللوريسيات.
وطبقًا لبعض التقارير، فإن اسم «طفل الأدغال» مشتق من صوت الحيوان أو من شكله الخارجي. كما أن الاسم الجنوب إفريقي ناجابي مشتق من حقيقة أنه لا يُرى تقريبًا إلا بالليل.
يُقال أن حيوانات الدعفوص هي تطور لأسلاف قرود بطيئة الحركة يرجع عمرها إلى 40 - 50 مليون سنة وقد كانت لا تستطيع التنافس مع من هم أكبر وأسرع منها في فصيلة الرئيسيات في إفريقيا. ولأن المنافسة كانت أقل بكثير ليلاً لذا فقد تطورت إلى أطفال الأدغال الحاليين.
ومن ناحية التنوع والوفرة معًا، فإن أطفال الأدغال هم أنجح فصيلة من فصائل الرئيسيات البدائية في إفريقيا، وذلك حسب مؤسسة الحياة البرية الإفريقية.

## السمات
يتمتع حيوان الدعفوص بعينين واسعتين تساعده على الرؤية الجيدة ليلاً، وأطراف خلفية قوية، والسمع وذيل طويل يساعده على حفظ توازنه. تعمل أذنيها كالخفاش فتساعدها على تعقُب الحشرات في الظلام. حيث يمكنها أن تأكل الحشرات من الأرض أو تلتقطها من الهواء. فهي كائنات سريعة ورشيقة. وبينما تقفز بين الشجيرات الكثيفة تطوي أذُنيها الرقيقتين للخلف لتحميها. كما أنها تطويهما أيضًا أثناء فترة الراحة. ولها أظافر على معظم أصابعها، باستثناء الإصبع الثاني للأرجل الخلفية، والذي به مخلب للتنظيف. ويتكون نظامها الغذائي من خليط من الحشرات وحيوانات صغيرة أخرى، وفاكهة وحلوى الأشجار. كما أنها تتمتع بـ قواطع تشبه المشط، وأسنانًا مُرتبة: {\displaystyle {\tfrac {2.1.3.3}{2.1.3.3}}}
وبعد انتهاء فترة الحمل والتي تستغرق من 110 - 133 يومًا، يولد صغير الدعفوص بعينين نصف مفتوحة فهو في البداية لا يستطيع الحركة بمفرده. وبعد انقضاء بعض الأيام (6 - 8 أيام)، تضع الأم طفلها في فمها وتضعه على الأغصان أثناء الرضاعة. من الممكن أن تضع الأنثى طفلاً واحدًا أو طفلين أو ثلاثة ويمكن أن تصبح أكثر عدائية. يزن كل مولود جديد أقل من نصف أونصة. يبقى الطفل مع أمه بصفة دائمة في الأيام الثلاثة الأول. تُطعم الأم صغارها لمدة ستة أسابيع وعند بلوغهم شهرين يُطعمون أنفسهم. يكبر الأطفال سريعًا، وآنذاك يتعذر على الأم المشي لأنها تنقلهم.
تتمسك الأنثى بأرضها ولكنها تشارك أطفالها معها. بينما يترك الذكور أرض أمهاتهم عند وصولهم سن البلوغ وتبقى الإناث، مكونة بذلك مجموعات اجتماعية مترابطة من الإناث وصغارهن. يبقى الذكور البالغين على أراض متفرقة، حيث يندمجون مع إناث المجموعات الاجتماعية؛ وبصفة عامة يتزاوج الذكر الواحد البالغ من جميع الإناث اللاتي بالمنطقة. والذكور الذين لم يبقوا على أراض كتلك يكونون أحيانًا مجموعات صغيرة للعزاب.
وبالرغم من أنه لا يُنصح بتربيتهم كحيوانات أليفة (مثله مثل العديد من فصيلة الرئيسيات غير الإنسانية، فهم يعدوا مصدر أمراض حيوانية المنشأ، الأمراض التي تستطيع أن تكسر حاجز الفصائل)، فإن البعض يفعل ذلك. وعلى حد سواء، فهم يجذبون انتباه مسئولي الجمارك بشدة عند تصديرهم إلى العديد من الدول. أشارت تقارير من مصادر بيطرية وذو علاقة بالحيوان إلى أن الأعمار المُقيدة تتراوح ما بين 12 و16.5 موضحةً أن العُمر الطبيعي يكون في غضون عقد.[بحاجة لمصدر]
يتواصل الدعفوص بوسيلتين، بالنداء بعضهم لبعض، وتحديد مساراتهم عن طريق البول. وباتباعهم رائحة البول يمكنهم الوصول إلى نفس الغصن بالضبط في كل مرة. وفي آخر الليل، يقوم أعضاء المجموعة باستخدام نداء تجميعي خاص لحشد الجميع للنوم في عش مكون من أوراق، أو مجموعة من الأغصان، أو في فجوة في شجرة.

### القفز
يمتلك الدعفوص قدرات ملحوظة في القفز. فلقد تم تسجيل أعلى قفزة لحيوان الدعفوص بارتفاع 2.5 متر. وطبقًا لدراسة أجرَتها الجمعية الملكية، موضحة كثافة جسم كل حيوان وحقيقة أن عضلات الأرجل تُمثل حوالي 25% منها، فإن عضلات الدعفوص المسئولة عن القفز يجب أن تكون أكثر كفاءة من عضلات الضفدع بست إلى تسع أضعاف. ويرجع ذلك إلى تخزين تلك الطاقة المطاطية داخل عضلة الأرجل القصيرة، والتي تسمح بأداء قفزات بعيدة هائلة أكثر من أي حيوان آخر بنفس حجمها. وأثناء التحليق يطوي حيوان الدعفوص ذراعيه ورجليه ناحية جسده؛ وبعد ذلك يُظهرها في آخر ثانية ليُمسِك بالغصن. ويستطيع حيوان الدعفوص خلال سلسلة من القفزات أن يعبُر عشر ياردات خلال ثوانٍ فقط. يمنح الذيل للقفزة قوة، وهو أطول من الرأس والجسم معًا، بالإضافة إلى عضلات رجليه القويتين. ومن الممكن أيضًا أن تقفز كالكانجرو أو تجري أو تمشي على أربع أرجل بكل بساطة.

## البناء الاجتماعي
بصفة عامة يتكون البناء الاجتماعي لحيوان الدعفوص من الحياة الاجتماعية والحياة المُنعزلة معًا. ويتضح ذلك في وقت لعبهم. فيأرجحوا الأغصان أو يتسلقوا لأعلى ويلقوا الأشياء. أما الألعاب الاجتماعية فتتضمن لعبة المشاجرة، ولعبة النظافة، ولعبة التتبع. ففي لعبة التتبع، يقفز اثنين من حيوان الدعفوص بشكل متقطع ويطاردوا بعضهم من خلال الأشجار. ويُفضل كبار السن من حيوان الدعفوص في المجموعة أن يستريحوا وحدهم بينما يتواصل الصغار بصفة دائمة مع بعضهم.
كما تُعد النظافة عنصرًا مهمًا في حياة حيوان الدعفوص اليومية. حيث ينظف حيوان الدعفوص نفسه قبل، وأثناء، وبعد الاستراحة. عادةً يقوم الذكور في المجموعة بالنظافة الاجتماعية كما ترفض الإناث دائمًا المحاولات التي يقوم بها الذكر لتنظيفها.

## تصنيف
كانت هناك دراسة حديثة لجالاجيداي (Galagidae). فلقد تم اكتشاف العديد من الفصائل الجديدة، وهي مقسمة الآن إلى ثلاثة أنواع، بالإضافة إلى اثنين سابقين من أفراد النوع المنقرض جالاجويديس.(Galagoides).وقد عادوا إلى نوعهم الأصلي جالاجو:

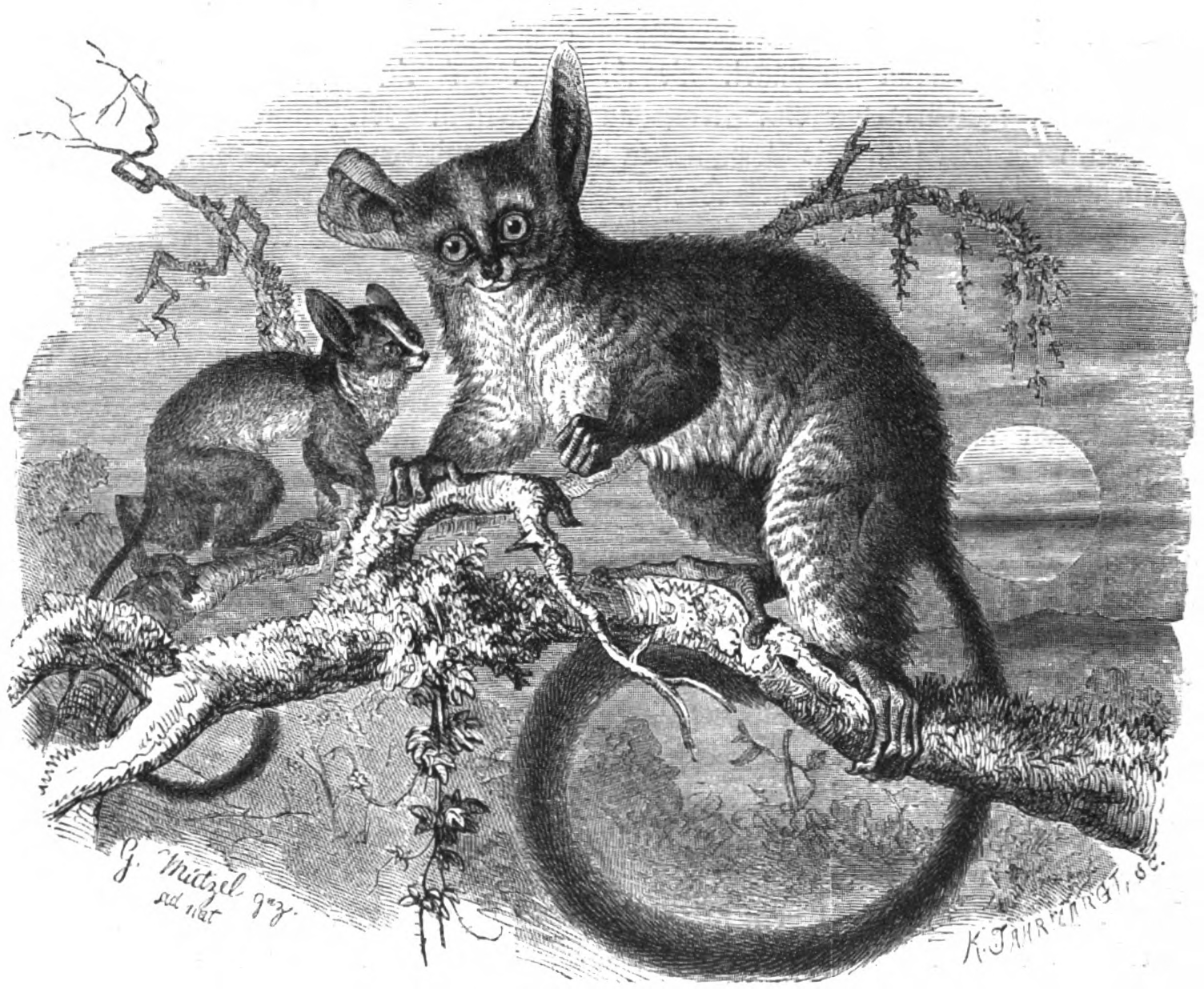
أطفال الأدغال

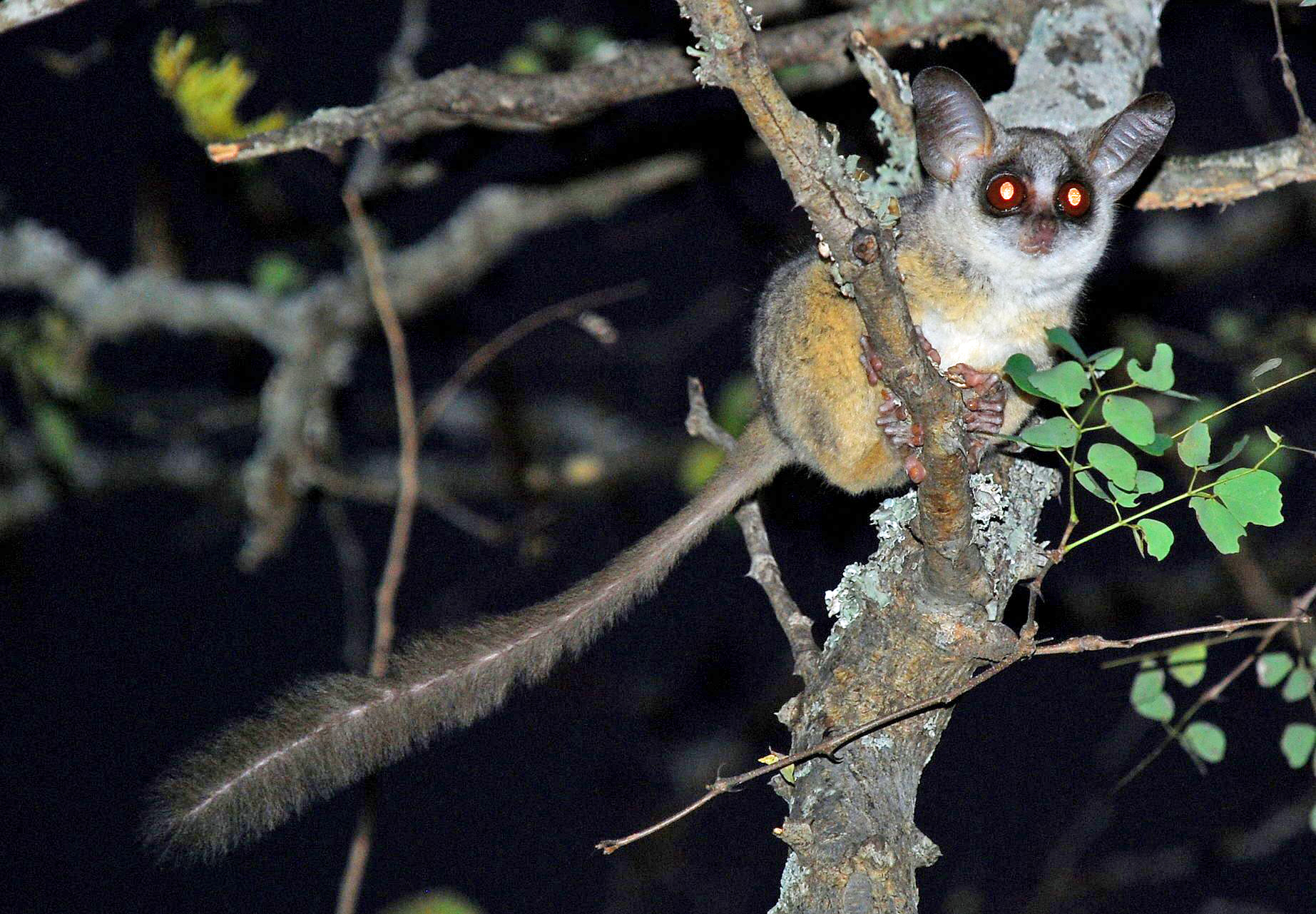
أطفال الأدغال

فصيلة جالاجيداي - جالاجو، أو أطفال الأدغال
- نوع أوتوليمور، جالاجو العظيم، أو أطفال أدغال ذو ذيل كثيف
  - جالاجو البني العظيم، أوتوليمور كراسيكوديتوس (Otolemur crassicaudatus)
  - جالاجو الفضي العظيم، أوتوليمور مونتيري (Otolemur monteiri)
  - جالاجو الشمالي العظيم، أوتوليمور جارنيتي (Otolemur garnettii)
- جنس إيوتيكوس (Euoticus)، أطفال أدغال ذو مخالب إبرية
  - أطفال أدغال الجنوب ذو مخالب إبرية، إيوتيكوس إيلاجانتولاس (Euoticus elegantulus)
  - أطفال أدغال الشمال ذو مخالب إبرية، إيوتيكوس بالاداس (Euoticus pallidus)
- نوع جالاجو، جالاجو أقل شأنًا، أو أطفال أدغال أقل شأنًا

مجموعة **جالاجو السنغالي (Galago senegalensis)
- -     - طفل أدغال سنغالي، جالاجو السنغالي (Galago senegalensis)
    - طفل أدغال موهول، جالاجو موهول (Galago moholi)
    - طفل أدغال صومالي، جالاجو جلارم (Galago gallarum)

مجموعة **جالاجو ماتستشيي (Galago matschiei)
- -     - طفل أدغال داكن، جالاجو ماتستشيي

مجموعة **جالاجو أليني (Galago alleni)
- -     - طفل أدغال بيكو ألين، جالاجو أليني (Galago alleni)
    - طفل أدغال النهر المتقاطع، جالاجو كاميروني (Galago cameronensis)
    - طفل أدغال الغابون، جالاجو غابوني (Galago gabonensis)

مجموعة **جالاجو من زنجبار (Galago zanzibaricus)
- -     - طفل أدغال كيني، جالاجو من جزر الكوكو[بحاجة لمصدر] (Galago cocos)
    - طفل أدغال من زنجبار، جالاجو زنجباريكاس (Galago zanzibaricus)
    - طفل أدغال من جرانت، جالاجو جرانتي (Galago granti)
    - طفل أدغال من مالاوي، جالاجو نياساي (Galago nyasae)

مجموعة **جالاجو أورينوس (Galago orinus)
- -     - طفل أدغال يولوجورو، جالاجو أورينوس (Galago orinus)
    - طفل أدغال من روندو، جالاجو روندي (Galago rondoensis)

  - جالاجو دميدوف (Galago demidoff) مجموعة (يُشار إليها أيضًا جالاجو القزم" (dwarf galagos)[13])
    - طفل أدغال الأمير دميدوف، جالاجو دميدوف (Galago demidoff)
    - طفل أدغال توماس، جالاجو توماسي (Galago thomasi)
- جنس †لايتوليا (Laetolia)
  - †Laetolia sadimanensis[14]

## علم الجينوم
هناك تغطية ضعيفة من التسلسل الجينومي لـ جالاجو الشمال الأكبر، أوتوليمور جارنيتي، تسعى قُدمًا. وحيث إنها من فصيلة الرئيسيات البدائية، فإن التسلسل سيكون مفيدًا خصوصًا في بناء تسلسل من فصيلة رئيسيات أعلى (المكاك، شيمبانزي، الإنسان) لغلق غير الرئيسيات مثل رودينتس (rodents) ولن تكون تغطية 2x المخطط لها كافية لإنشاء مجموعة جينوم كاملة، ولكنها ستوفر بيانات ستساعد في معظم مجموعة البشر.

## وصلات خارجية
- Bushbabies: Wildlife summary from the African Wildlife Foundation